# Режанс

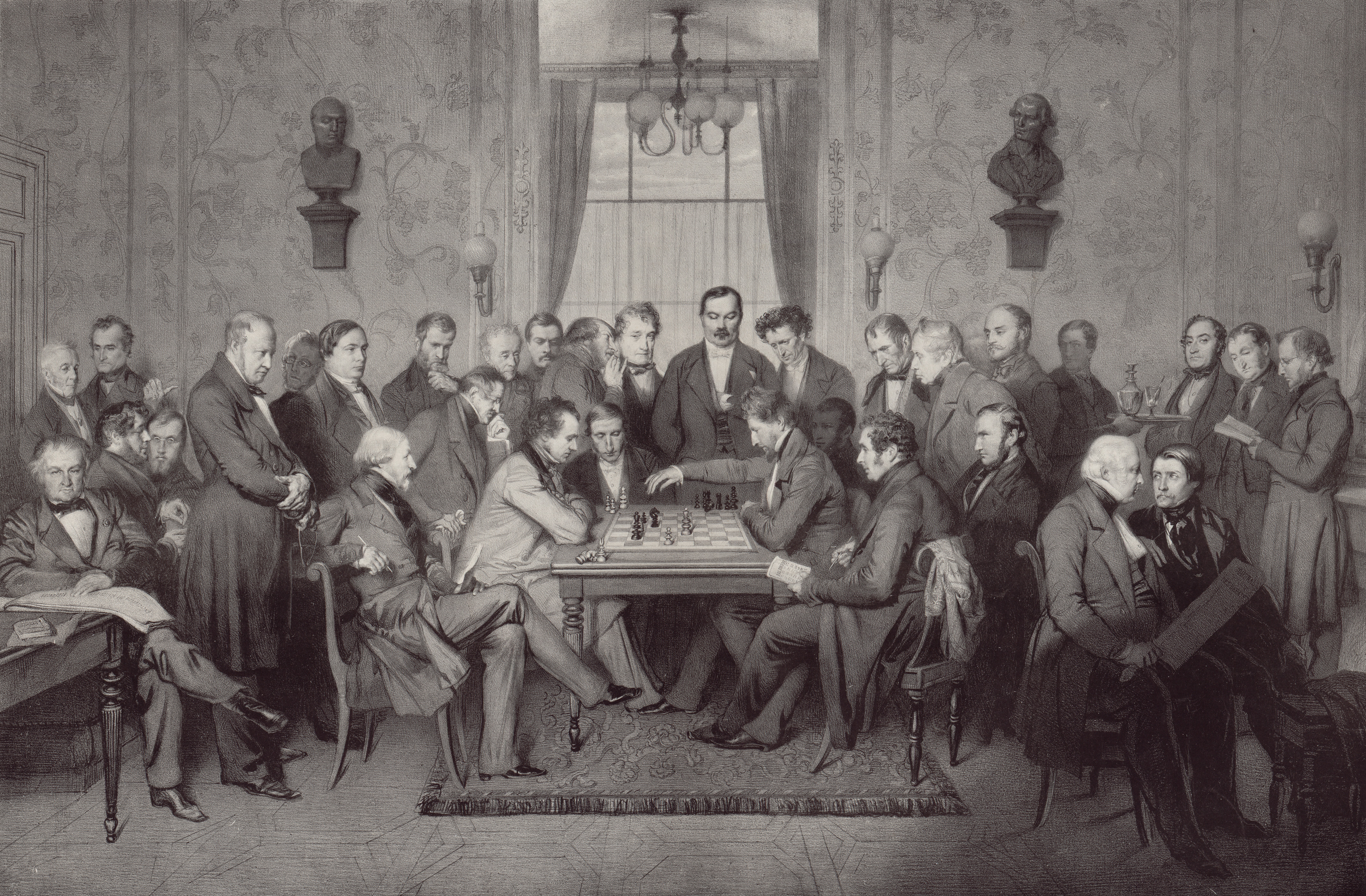
Матч Сент-Аман — Стаунтон, 1843 рік

«Кафе́ де ля Режа́нс» або просто «Режа́нс» (фр. Café de la Régence) — кав'ярня у Парижі, заснована 1681 року. Центрів шахового життя Франції та Європи XVIII — XIX століть.

## Історія
Заснована 1681 року під назвою «Café de la Place du Palais-Royal». У 1715 році, під час регентства герцога Філіппа Орлеанського при малому Людовікові XV, змінила назву на «Режанс» (фр. Café de la Régence).
Грати сюди приїжджали всі найсильніші шахісти Франції. У вільний час тут бували відомі літератори, культурні та громадські діячі: Вольтер, Дені Дідро, Жан-Жак Руссо, Наполеон Бонапарт. У період свого перебування у Парижі до «Режансу» заходив Бенджамін Франклін.
Тут проходили поєдинки найкращих французьких шахістів: Леґаля де Кермюра, Франсуа-Андре Філідора, Ліонеля Кізерицького, Луї Лабурдонне, П'єра Сент-Амана. «Режанс» приймав, зокрема, матч Стаунтон — Сент-Аман (1843), сеанси одночасної гри Пола Морфі 1852 року.
У XIX столітті кав'ярня перестала бути громадсько-суспільним центром, але зберегла шахову значимість. На поч. XX століття остаточно втратила свою ключову роль у шаховому житті Парижа. Врешті-решт, у 1916 р. заклад було перетворено на ресторан.
| …Той, хто зайде сьогодні в «Café de la Régence», найбільше шахове кафе світу, виявить, що там і досі тривають шахові баталії, але він буде вражений тим, що навколо нього так багато розмовляють російською, угорською, німецькою. І дійсно, тут переважають іноземці, а французи складають невелику частину і при цьому не найкращих гравців.[1] («Deutsches Wochenschach», 1909) |
Як ресторан, заклад проіснував до 1950-х років.